# Discografia de Manu Gavassi
A discografia de Manu Gavassi, uma cantora e compositora brasileira, consiste em 4 álbuns de estúdio, 1 álbum ao vivo, 1 álbum de remixes, 4 extended plays, 26 singles (incluindo 2 como artista convidada), 11 singles promocionais e 24 videoclipes lançados desde o início de sua carreira.
Em 2010, após assinar contrato com a gravadora Midas Music, deu início as gravações do seu primeiro álbum auto-intitulado Manu Gavassi, sendo lançado no dia 31 de agosto de 2010. O disco teve como singles as canções "Garoto Errado", "Planos Impossíveis" e "Odeio". Essas duas primeiras canções, receberam disco de ouro pela Pro-Música Brasil. No dia 29 de novembro de 2013, Gavassi lançou seu segundo álbum de estúdio intitulado Clichê Adolescente, que teve como único single a canção "Clichê Adolescente". Em janeiro de 2014, Manu foi convidada pela cantora mexicana Dulce María para fazer um dueto em português da canção "Antes Que Ver el Sol", sendo a música lançada em agosto. Em dezembro, lançou seu novo single "Esse Amor Tão Errado" que contou com um videoclipe gravado em Los Angeles e esteve presente na coletânea Jovens Tardes 2015. No dia 11 de dezembro de 2015, lançou seu primeiro extended play intitulado Vício, que teve a produção assinada pelo cantor Junior Lima e o baixista Dudinha Lima. O EP teve como singles as músicas "Camiseta", "Direção", "Vício" e "Sozinha". Em dezembro de 2016, Gavassi assinou contrato com a gravadora Universal Music, dando continuidade as gravações do seu terceiro álbum de estúdio. No dia 7 de abril de 2017, lançou seu terceiro álbum de estúdio intitulado Manu. O disco teve como singles as canções "Hipnose", "Muito Muito" e "Me Beija".
Em junho de 2018, lançou como single uma nova versão da música "Ninguém Vai Saber" em parceria com o cantor português Agir, canção que em sua versão solo está presente no álbum Manu. Em dezembro, foi lançado o EP Cute but Psycho. Em maio de 2019 foi lançado o EP MINIDocs Nashville com quatro faixas de releituras de alguns de seus sucessos, como uma forma de celebrar seus dez anos de carreira. Em setembro, Gavassi lançou o EP Cute but (still) Psycho, segunda parte do EP Cute but Psycho, lançado anteriormente. No dia 28 de janeiro, lançou como single a canção "Áudio de Desculpas", faixa que faz parte do EP Cute but (still) Psycho, lançado em setembro de 2019. O videoclipe da canção chegou em 1 milhão de views em 24 horas, estando em primeiro lugar nos vídeos em alta no YouTube. A canção também emplacou o Top 50 viral do Spotify, juntamente com as canções "Planos Impossíveis", lançada em 2011, "Farsa", lançada em 2015 e "Música Secreta", lançada em 2019. "Áudio de Desculpas" foi a primeira canção solo da cantora a emplacar no TOP 50 das músicas mais tocadas do Spotify Brasil, alcançando a 37° posição. A música também alcançou a 38° posição no TOP 50 das músicas virais do mundo e recebeu certificado de platina por 80 mil cópias vendidas. Em agosto, Gavassi lançou om Gloria Groove o single "Deve Ser Horrível Dormir Sem Mim". A canção debutou o 2° lugar no TOP 50 das músicas mais tocadas do Spotify Brasil, esteve no TOP 200 do Spotify Global, ocupando a 187° posição e alcançou 3 milhões de views em 24 horas.

## Álbuns

### Álbuns de estúdio
| Álbum              | Detalhes |
| ------------------ | --- |
| Manu Gavassi       | - Lançamento: 22 de setembro de 2010 - Formatos: CD, digital download, streaming - Gravadora: Midas Music   |
| Clichê Adolescente | - Lançamento: 30 de agosto de 2013 - Formatos: CD, digital download, streaming - Gravadora: Midas Music     |
| Manu               | - Lançamento: 30 de agosto de 2017 - Formatos: CD, digital download, streaming - Gravadora: Universal Music |
| Gracinha           | - Lançamento: 12 de novembro de 2021 - Formatos: Digital download, streaming - Gravadora: Universal Music   |

### Álbum ao vivo
| Álbum                                           | Detalhes                                                                                                  |
| ----------------------------------------------- | --- |
| Acústico MTV: Manu Gavassi Canta Fruto Proibido | - Lançamento: 3 de fevereiro de 2023 - Formatos: Download digital, streaming - Gravadora: Universal Music |

### Remixes
| Álbum                                | Detalhes |
| ------------------------------------ | --- |
| Gracinha (Trilha Sonora Orquestrada) | - Lançamento: 24 de dezembro de 2021 - Formato(s): Download digital, streaming - Gravadora(s): Universal Music |

## Extended plays(EP)
| EP                      | Detalhes                                                                                                  |
| ----------------------- | --- |
| Vício                   | - Lançamento: 11 de dezembro de 2015 - Formatos: Download digital, streaming - Gravadora: Angorá Music    |
| Cute but Psycho         | - Lançamento: 20 de dezembro de 2018 - Formatos: Download digital, streaming - Gravadora: Universal Music |
| MINIDocs Nashville      | - Lançamento: 28 de maio de 2019 - Formatos: Download digital, streaming - Gravadora: Universal Music     |
| Cute but (still) Psycho | - Lançamento: 13 de setembro de 2019 - Formatos: Download digital, streaming - Gravadora: Universal Music |

## Singles

### Como artista principal
| Canção                                                                               | Ano  | Melhores posições | Melhores posições | Certificações                  | Álbum                         |
| Canção                                                                               | Ano  | BRA               | POR               | Certificações                  | Álbum                         |
| ------------------------------------------------------------------------------------ | ---- | ----------------- | ----------------- | ------------------------------ | ----------------------------- |
| "Garoto Errado"                                                                      | 2010 | 21                | —                 | - PMB: Ouro                    | Manu Gavassi                  |
| "Planos Impossíveis"                                                                 | 2011 | 1                 | —                 | - PMB: Ouro                    | Manu Gavassi                  |
| "Odeio"                                                                              | 2011 | 22                | —                 |                                | Manu Gavassi                  |
| "Clichê Adolescente"                                                                 | 2013 | 26                | —                 |                                | Clichê Adolescente            |
| "Segredo" (part. Chay Suede)                                                         | 2013 | —                 | —                 |                                | Clichê Adolescente            |
| "Esse Amor Tão Errado"                                                               | 2014 | —                 | —                 |                                | Não adicionado à nenhum álbum |
| "Camiseta"                                                                           | 2015 | —                 | —                 |                                | Vício                         |
| "Direção"                                                                            | 2016 | —                 | —                 |                                | Vício                         |
| "Vício"                                                                              | 2016 | —                 | —                 |                                | Vício                         |
| "Sozinha"                                                                            | 2016 | —                 | —                 |                                | Vício                         |
| "Hipnose"                                                                            | 2017 | —                 | —                 |                                | Manu                          |
| "Muito Muito"                                                                        | 2017 | —                 | —                 |                                | Manu                          |
| "Me Beija"                                                                           | 2018 | —                 | —                 |                                | Manu                          |
| "Ninguém Vai Saber" (solo ou com Agir)                                               | 2018 | —                 | —                 |                                | Manu                          |
| "Áudio de Desculpas"                                                                 | 2020 | —                 | —                 | - PMB: Platina                 | Cute but (still) Psycho       |
| "Eu Te Quero" (com Zeeba)                                                            | 2020 | —                 | —                 | - PMB: Platina                 | Não adicionado à nenhum álbum |
| "Deve Ser Horrível Dormir Sem Mim" (com Gloria Groove)                               | 2020 | —                 | 199               | - PMB: Platina - PMB: Diamante | Não adicionado à nenhum álbum |
| "Eu Nunca Fui Tão Sozinha Assim" (com Voyou)                                         | 2021 | —                 | —                 |                                | Gracinha                      |
| "Subversiva"                                                                         | 2021 | —                 | —                 |                                | Gracinha                      |
| "Gracinha" (com Tim Bernardes e Amaro Freitas)                                       | 2021 | —                 | —                 |                                | Gracinha                      |
| "Bossa Nossa"                                                                        | 2021 | —                 | —                 |                                | Gracinha                      |
| "Pronta pra Desagradar"                                                              | 2023 | —                 | —                 |                                | Não adicionado à nenhum álbum |
| "Sexo, Poder e Arte"                                                                 | 2023 | —                 | —                 |                                | Não adicionado à nenhum álbum |
| "31"                                                                                 | 2024 | —                 | —                 |                                | Não adicionado à nenhum álbum |
| "—" denota canções que não entraram nas tabelas ou não foram lançados no território. |      |                   |                   |                                |                               |

### Como artista convidada
| Canção                                                                      | Ano  | Álbum                         |
| --------------------------------------------------------------------------- | ---- | ----------------------------- |
| "Antes Que Ver el Sol" (Portugués Version) (Dulce María part. Manu Gavassi) | 2014 | Sin Fronteras                 |
| "Don't Give Up" (Selva part. Manu Gavassi)                                  | 2015 | Não adicionado à nenhum álbum |

### Singlespromocionais
| Canção                                                               | Ano  | Álbum                                           |
| -------------------------------------------------------------------- | ---- | ----------------------------------------------- |
| "Você tá Namorando" (part. Adam Stevens)                             | 2009 | Manu Gavassi                                    |
| "Você Já Deveria Saber"                                              | 2011 | Manu Gavassi                                    |
| "Contos de Fadas"                                                    | 2012 | Clichê Adolescente                              |
| "Qual é Tua Parada?" (com Micael part. Joseph)                       | 2014 | Não adicionado à nenhum álbum                   |
| "Fora de Foco" (solo ou com Ana Caetano)                             | 2018 | Manu                                            |
| "Cute but Psycho"                                                    | 2018 | Cute but Psycho                                 |
| "Pra Você Dar o Nome" (MINIDocs part. Tó Brandileone e Manu Gavassi) | 2020 | Não adicionado à nenhum álbum                   |
| "Catarina"                                                           | 2021 | Gracinha                                        |
| "Tédio" (com Alice et Moi)                                           | 2021 | Gracinha                                        |
| "Você Nasceu Para Mudar" (com Gustavo Mioto)                         | 2022 | Não adicionado à nenhum álbum                   |
| "Ovelha Negra" (com Liniker)                                         | 2023 | Acústico MTV: Manu Gavassi Canta Fruto Proibido |

## Outras aparições
| Canção               | Ano  | Outro(s) artista(s) | Álbum                  |
| -------------------- | ---- | ------------------- | ---------------------- |
| "Seu Show"           | 2011 | Cine                | Bombox Arcade          |
| "O Céu Eu Vou Tocar" | 2012 | —                   | Valente                |
| "Ao Ar Livre"        | 2012 | —                   | Valente                |
| "Tá na Cara"         | 2013 | Fiuk                | Vira-Lata              |
| "Teletema"           | 2015 | Orquestra           | Especial Globo 50 Anos |
| "I Found You"        | 2016 | Selva               | We Are                 |

## Vídeos musicais

### Como artista principal
| Canção                             | Ano  | Direção                                         |
| ---------------------------------- | ---- | ----------------------------------------------- |
| "Você tá Namorando"                | 2009 | Jony Luz                                        |
| "Garoto Errado"                    | 2010 | Mauricio Eça                                    |
| "Planos Impossíveis"               | 2011 | Hélio Leite                                     |
| "Odeio"                            | 2011 | Messias Santos                                  |
| "Clichê Adolescente"               | 2013 | Renata Chebel e Tomaz Viola                     |
| "Esse Amor Tão Errado"             | 2014 | Carlos Batista                                  |
| "Camiseta"                         | 2015 | Thiago Eva                                      |
| "Direção"                          | 2016 | Alexandre Mortagua e Fernando D'Araújo          |
| "Vício"                            | 2016 | Rafael Paiva                                    |
| "Sozinha"                          | 2016 | Manu Gavassi, Mika Guluzian e Fernando D’Araújo |
| "Hipnose"                          | 2017 | Santiago Paestor                                |
| "Muito Muito"                      | 2017 | Os Primos                                       |
| "Me Beija"                         | 2018 | Manu Gavassi e Os Primos                        |
| "Fora de Foco"                     | 2018 | Felipe Simas                                    |
| "Ninguém Vai Saber"                | 2018 | Ju Matos                                        |
| "Áudio de Desculpas"               | 2020 | Yuri+Ana                                        |
| "Eu Te Quero"                      | 2020 | Samuel Costa                                    |
| "Deve Ser Horrível Dormir Sem Mim" | 2020 | Manu Gavassi                                    |
| "Subversiva"                       | 2021 | Manu Gavassi e Gabriel Dietrich                 |
| "Gracinha"                         | 2021 | Manu Gavassi e Gabriel Dietrich                 |
| "Bossa Nossa"                      | 2021 | Manu Gavassi e Gabriel Dietrich                 |
| "Você Nasceu Para Mudar"           | 2022 | Tiago Abrahão                                   |
| "Pronta pra Desagradar"            | 2023 | Manu Gavassi e Gabriel Dietrich                 |
| "Sexo, Poder e Arte"               | 2023 | Manu Gavassi e Gabriel Dietrich                 |
| "31"                               | 2024 | Manu Gavassi e Gabriel Dietrich                 |

### Como artista convidada
| Canção          | Ano  | Artista principal | Direção                       |
| --------------- | ---- | ----------------- | ----------------------------- |
| "Don't Give Up" | 2015 | Selva             | Miguel Pixies e Pedro Garrafa |